# Burg Ravenstein
Die Burg Ravenstein ist eine abgegangene mittelalterlichen Turmhügelburg (Motte) in der Ortschaft Ravenstein. Sie gehört zum Stadtgebiet von Hennef im nordrhein-westfälischen Rhein-Sieg-Kreis.

## Topographie
Die Ruine der Burg Ravenstein befindet sich auf einer Weide am Ravensteiner Bach, unweit der Ravensteiner Mühle (auch bekannt als Klingermühle). Kernstück der Burg war ein Turm aus Bruchsteinen mit einem quadratischen Grundriss von etwa 6 × 6 Metern. Die noch erhaltenen Mauerreste lassen den ehemaligen Eingang der Burg erkennen.
Der Turm stand auf einem aufgeschütteten Hügel und war von einem Wassergraben umgeben, der heute nicht mehr vorhanden ist.
Die älteste bekannte, bildliche Darstellung der Burgruine stammt von einem Aquarell aus dem Jahre 1861.
Gegen Ende des 19. Jahrhunderts wurden die etwa 10 Meter hohen Reste der damals schon verfallenen Ruine abgetragen, um Stallungen und Keller der benachbarten Mühle auszubauen.

## Geschichte
Ravenstein war ein Rittersitz. Die frühste urkundliche Erwähnung befindet sich im Bödinger Memorienbuch aus dem Jahr 1450. Ein Knape Philipp Roys und seine Frau Heylwigis von Ravenstein werden in dem Eintrag erwähnt. Ravenstein war später der Sitz eines Adelsgeschlechts, mit einem Sitz im Düsseldorfer Landtag.

## Legende
Laut einer lokalen Legende wohnte in der Burg der Raubritter Junker Möcher, der einen Pakt mit dem Teufel eingegangen war. Laut Sage erfüllt ihm der Teufel jeden Wunsch im Tausch für seine Seele. Als der Junker im Sterben liegt, bittet er seine Ehefrau, sich mit Honig einzureiben und sich in Gänsefedern zu wälzen. So befiedert soll sie sich auf das Eingangstor setzen. Als der Teufel kommt, ist des Junkers letzter Wunsch, dass der Teufel ihm sage, was für ein Vogel auf seinem Tor sitzt. Der Teufel kann diese Frage nicht beantworten und bricht so den Pakt mit dem Junker, dessen Seele dadurch wieder ihm gehört.